# Homozeugos
Homozeugos is een geslacht uit de grassenfamilie (Poaceae). De soorten van dit geslacht komen voor in delen van Afrika.

## Soorten
Van het geslacht zijn de volgende soorten bekend: 
- Homozeugos conciliatum
- Homozeugos eylesii
- Homozeugos fragile
- Homozeugos gossweileri
- Homozeugos huillense
- Homozeugos katakton